# Mark Famiglietti
Mark Armand Famiglietti (ur. 26 września 1979 w Providence) – amerykański aktor filmowy i telewizyjny pochodzenia włoskiego.
Ma 175 cm wzrostu.

## Filmografia
- 1999: Zoe i przyjaciele – Brad
- 2000: Amerykańskie nastolatki – Scout Calhoun
- 2000: CSI: Kryminalne zagadki Las Vegas – Matt Daniels
- 1998–2000: Pod koszem – Nick Hammer
- 2003: Gliniarze bez odznak – Jarod
- 2003: Terminator 3: Bunt maszyn – Scott Petersen
- 2006: CSI: Kryminalne zagadki Nowego Jorku – Bobby Martin
- 2006: Dowody zbrodni – Devon
- 2007: Przeczucie – Doug Caruthers
- 2008: CSI: Kryminalne zagadki Miami – Charlie Decker
- 2008: Bez śladu – Chris Howe
- 2009: Bionicle: Odrodzenie legendy – Gresh (głos)
- 2009–2010: FlashForward: Przebłysk jutra – Mike Willingham
- 2010: Gun – agent ATF Peterson
- 2011: Kości – Eric Anderson
- 2015: Grimm – Linus Balouzian